# Spicipes nanseni
Spicipes nanseni is een eenoogkreeftjessoort uit de familie van de Clausocalanidae. De wetenschappelijke naam van de soort is voor het eerst geldig gepubliceerd in 1965 door Grice & Hulsemann.